# Paul Brien (Québec)
Pour les articles homonymes, voir Brien.
 (juillet 2025).
Motif : Où sont les sources secondaires, centrées et indépendantes qui montrent que les critères d'admissibilité sont atteints ? La collecte d'information auprès de la famille ne convient pas.
- Archive Wikiwix
- Bing
- Cairn
- DuckDuckGo
- E. Universalis
- Gallica
- Google
- G. Books
- G. News
- G. Scholar
- Persée
- Qwant
- (zh) Baidu
- (ru) Yandex
- (wd) trouver des œuvres sur Wikidata

| 1. | Préciser le motif de la pose du bandeau. | Précisez le motif de la pose du bandeau en utilisant la syntaxe suivante : {{admissibilité à vérifier\|date=août 2025\|motif=remplacez ce texte par le motif}}                           |
| 2. | Informer les utilisateurs concernés.     | Pensez à avertir le créateur de l'article, par exemple, en insérant le code ci-dessous sur sa page de discussion : {{subst:avertissement admissibilité à vérifier\|Paul Brien (Québec)}} |

Paul Brien, né le 4 août 1913 à St-Henri-de-Mascouche et mort le 14 juin 1990 à Saint-François-de-l'Île-d'Orléans, est un artiste, journaliste, homme politique et administrateur public québécois.

## Biographie
Né dans la paroisse de Saint-Henri-de-Mascouche, Paul Brien complète son cours classique au Séminaire de Joliette, puis au Collège de L'Assomption de 1926 à 1934. Entre 1929 et 1931, il étudie l'élocution et la diction avec Jean Riddez, chanteur baryton de l’Opéra de Paris. En 1932, il est nommé vice-président de l'Académie Saint-Étienne du Séminaire de Joliette. Durant ses études, il s'intéresse au théâtre, à la poésie et aux arts visuels, remportant plusieurs prix,.

Il étudie le dessin et la peinture auprès du père Wilfrid Corbeil de 1931 à 1934, une rencontre qui influencera significativement son parcours artistique. Sous la tutelle de ce dernier, il réalise en 1935 des travaux pour la chapelle de la Maison Querbes, un lieu de retraite fermée pour les Clercs de Saint-Viateur.  
« Il y a eu la collaboration du Père Corbeil et du sculpteur Zolvany-Smith. Le premier a dessiné la chaire; le second a modelé les statues: saint Joseph, la sainte Vierge, saint Viateur, le Sacré-Cœur, le Christ en croix. Le reste est l'œuvre d'un joliettain, Paul Brien, qui a dessiné les bancs et les confessionnaux. »

« On sait que le Père Corbeil a fondé au Séminaire de Joliette le studio de peinture et de dessin, dès 1931, qu'il a dirigé jusqu'en 1951.  Max Boucher, Paul Brien, André Jasmin, Jacques Massicotte et Bertrand Vanasse ont été ses élèves les plus prometteurs. »

### De journaliste à candidat politique
Entre 1936 et 1943, Brien travaille pour le journal L'Action populaire de Joliette où il cumule les fonctions de journaliste, critique d'art, comptable et publiciste. Vers 1940, il s'engage activement dans la vie politique locale: président de la Chambre de commerce des Jeunes de Joliette, secrétaire-trésorier au conseil de la municipalité de Saint-Charles-Borromée, secrétaire de la division de Joliette de l'Association de protection du gibier et du poisson et président de la Ligue pour la défense du Canada pour le comté de Joliette. Il s’implique également en politique provinciale auprès de l'Union nationale en collaborant à diverses assemblées publiques.
En 1944, l'Union nationale remporte les élections. L'engagement et les relations de Paul Brien lui permettent d'accéder au poste de secrétaire particulier du ministre du travail, Antonio Barrette, député de la circonscription de Joliette. Cependant, il démissionne l'année suivante pour se présenter aux élections fédérales dans la circonscription de Joliette—L'Assomption—Montcalm comme indépendant. Il est défait avec 9 363 voix contre 11 141 voix pour le candidat libéral George-Émile Lapalme.
Après avoir travaillé un temps dans l'industrie du bois, Brien réintègre en 1947 ses fonctions auprès d'Antonio Barrette comme secrétaire particulier et cumule jusqu'en 1949 plusieurs autres fonctions au sein du ministère du Travail : secrétaire général à la tête de onze services et par la suite directeur général des services et chef du personnel. Dès 1948, il supervise des travaux de recherche menés par deux spécialistes du service d'hygiène industrielle de la Commission des accidents du travail (CAT) : le médecin Bertrand Bellemare et l'avocat Louis-F. Cantin — cette collaboration vise à trouver des solutions aux maladies professionnelles telles que la silicose et l’amiantose. Le gouvernement est pris de court en février 1949 par le déclenchement d'une grève majeure mobilisant 5 000 travailleurs de l'industrie de l'amiante. Cette crise, connue sous le nom de grève d'Asbestos, est considérée par plusieurs comme un prélude à la Révolution tranquille.
À la suite d'une divergence de point de vue avec Antonio Barrette et d'un malaise lié à la gestion gouvernementale de la crise de l'amiante, Paul Brien demande à être affecté à un autre service du même ministère. Il est nommé officier spécial à la Commission des accidents du travail et y restera pendant dix ans.
En juin 1960, le Parti libéral du Québec de Jean Lesage est porté au pouvoir. Quelques jours avant cette victoire, une lettre de Paul Brien dénonçant les agissements des unionistes et d'Antonio Barrette est publiée dans plusieurs journaux. En signe de reconnaissance, Paul Brien est nommé secrétaire général à la Régie des Transports et registraire dès l'année suivante. En 1969, il retourne à la Commission des accidents du travail à titre d'assistant-secrétaire. Quelques mois plus tard, il cofonde le Service des relations publiques et y occupe le poste de directeur adjoint, puis directeur par intérim jusqu'à sa retraite en 1977.

## Contribution à l'essor de l'art moderne québécois
En 1942, Paul Brien joue un rôle notable dans la promotion de l'art moderne au Québec. Le 11 janvier de cette année, il assiste au vernissage de l'Exposition des Maîtres de la peinture moderne au séminaire de Joliette. Les peintres Paul-Émile Borduas, Alfred Pellan, Louise Landry Gadbois, ainsi que l'historien de l'art Maurice Gagnon et l'artiste et théoricien Marie-Alain Couturier sont présents à l'inauguration. L'exposition réunit également les œuvres de John Lyman, Goodridge Roberts et Marc-Aurèle Fortin. C'était six ans avant la parution du Refus global et du Prisme d'yeux et quelques mois avant la naissance du mouvement automatiste au Québec. Tous les artistes représentés, à l'exception de Marc-Aurèle Fortin, font partie de la Société d'art contemporain.

Quelques jours après ce vernissage, Paul Brien publie dans l'Action populaire une critique intitulée, « Les peintres modernes, des héros… » dans laquelle il défend leurs propositions artistiques. Son soutien aux mouvements modernistes contribue à son implication dans la création d'un musée d'art au Séminaire de Joliette, qui deviendra par la suite le Musée d'art de Joliette. 
« Le Séminaire de Joliette fut le premier à notre connaissance à inviter nos peintres. Le R.P. Wilfrid Corbeil, c.s.v., y fait œuvre d'éveilleur. Il a même réussi à instaurer au Séminaire un musée de peinture vivante canadienne. C'est renversant: un collège qui a sa galerie de peinture. » Maurice Gagnon 
Parallèlement à ses activités professionnelles, Paul Brien poursuit ses explorations artistiques en s'éloignant ouvertement des courants avant-gardistes de son époque. Il privilégie la peinture de paysage réalisée sur le motif et se consacre à la représentation de la nature et du patrimoine bâti de la région de Québec. À l'instar de plusieurs artistes québécois du XXe siècle, Brien s'inscrit dans une tradition picturale valorisant le terroir et les racines canadiennes-françaises, dans un contexte de recherche identitaire. Au début des années 50, il remporte quelques prix lors de concours amateurs d'art et d'artisanat organisés pour les employés de la fonction publique. En 1955, l'une de ses œuvres est offerte à Louis St-Laurent, premier ministre du Canada lors d'un évènement à la Chambre de commerce de Québec. Cette année-là, il participe à une exposition collective à la maison J.A. Morency réunissant Jacques Schyrgens, Francesco Iacurto et Lionel Fielding Downes. En février 1960, il participe à une exposition collective présentée au palais Montcalm dans le cadre du festival de peinture du Carnaval d'hiver. Une trentaine d'artistes participe à l'évènement, dont René Richard et Albert Rousseau. À l'automne de la même année, il contribue à une campagne de financement organisée au profit de l’Orchestre symphonique de Québec en offrant l'une de ses œuvres tout comme 14 autres artistes:
- Edmund Alleyn
- Benoit Côté
- George-Henri Duquet
- Aristide Gagnon
- André Garant
- Francesco Iacurto
- Jean Leboeuf
- Paul Lacroix
- Denys Morisset
- Claude Picher
- René Richard
- Jean-Baptiste Soucy
- Roland Truchon
- Jacques Shyrgens

Les 15 œuvres sont exposées à la vitrine extérieure de la Compagnie Paquet au Théâtre Capitole.
Il poursuit son perfectionnement auprès de deux peintres de l'Académie royale des arts du Canada : Francesco Iacurto de 1952 à 1960 et Lorne Holland Bouchard de 1960 à 1968. Son médium de prédilection est la peinture à l'huile, mais il explore également la gouache, la gravure, la sérigraphie, la céramique, la sculpture, l'émail sur cuivre et le fer forgé.
Au tournant des années 60, il sollicite ses précieux contacts afin d'obtenir les  recommandations nécessaires pour poser sa candidature au poste de directeur de la Galerie nationale du Canada. Il est convoqué à une entrevue à Ottawa mais le poste est finalement attribué à Charles Comfort.
Vers la fin de sa carrière à la Commission des accidents du travail, Paul Brien offre plusieurs de ses paysages peints dans les environs de Québec. À l'occasion de son départ à la retraite, on lui propose même de réaliser des œuvres pour orner les nouveaux établissements récemment inaugurés par la Commission. Dans son milieu de travail, on le surnomme le peintre de l'île, car il affectionne particulièrement peindre les paysages de l'Île d'Orléans tout comme Horatio Walker, Maurice Cullen et bien d'autres avant lui. Le fait d'avoir eu une résidence secondaire à l'Île d'Orléans l'a amené à produire un grand nombre de paysages illustrant diverses parties de cette île.
Pendant quelques années, vers la fin des années 70, il est secrétaire, professeur et membre du bureau de direction de l'atelier Cataraqui. L'organisme offrait des cours de dessin et de peinture dans l'ancien atelier du peintre Percyval Tudor-Hart au domaine Cataraqui. Brien est en territoire connu, car il avait offert des cours de dessin et de peinture pendant plus de vingt ans au Collège Saint-Alphonse de Sainte-Anne-de-Beaupré. 
En 1989, il rédige et collabore aux textes de deux monographies d'artistes : l’une sur le peintre Rémi Clark, et l'autre sur St-Gilles (Gilles Côté), deux artistes avec qui il a peint et dirigé l'atelier Cataraqui. La même année, il est également inclus au Guide Valléeet le sera une seconde fois en 1993.

## Vie privée
Paul Brien se marie en 1938 à l'âge de 25 ans avec Adrienne Payette, à la cathédrale Saint-Charles-Borromée de Joliette. Ils ont eu trois enfants et ont vécu dans la ville de Québec à partir du printemps 1947. Paul Brien meurt le 14 juin 1990 dans un accident d'automobile à Saint-François-de-l'Île-d'Orléans.

## Engagement communautaire
Paul Brien fait partie du comité du Tricentenaire de Saint-François-de-Île-d'Orléans (1679-1979), comme directeur du comité de la Fête de la Saint-Jean. Son nom est inscrit sur la plaque commémorative en bronze dévoilée le 24 juin 1979 par le premier ministre du Québec, René Lévesque accompagné du président de l'Assemblée nationale et député de Montmorency, Clément Richard.